# Панов, Антон
Антон Романович Панов (22 августа 1996) — эстонский футболист, имеющий также российское гражданство, защитник клуба «Нарва Юнайтед».

## Биография
Воспитанник клуба «Калев» Силламяэ, выступал в детско-юношеских соревнованиях с 2007 года. С 2013 года играл на взрослом уровне за второй и третий составы клуба. За основной состав в чемпионате Эстонии дебютировал 5 марта 2016 года в гостевом матче первого тура против «Нымме Калью», выйдя на замену на 81-й минуте. В чемпионате провёл 21 игру, 7 раз выходил в стартовом составе, 14 раз — на замену, сыграл только один полный матч. 23 июля в гостевом матче 20 тура против «Нарва-Транс» забил свой единственный гол — на 78-й минуте установил окончательный счёт 3:1 в пользу «Калева». В Кубке Эстонии 2015/16 сыграл 4 матча; в финальной игре, проигранной «Калевом» таллинской «Флоре» со счётом 0:3 в дополнительное время, вышел на замену на 120-й минуте.
В 2017 году выступал за клуб «Нарва Юнайтед» в четвёртом дивизионе. Также играет за этот клуб в первой лиге по футзалу.